# Ekonomiåret 1979

## Händelser

### Januari
- 10 januari - Sveriges budgetminister Ingemar Mundebo presenterar den svenska budgetpropositionen.[1]
- 26 januari - Volvos styrelse säger nej till avtal med norska staten.[1]
- Januari-februari - Vid månadsskiftet presenteras FN:s befolkningsstatistiska årsbok.

### Februari
- 22 februari - BT Kemis giftfabrik i Teckomatorp jämnas med marken.[1]

### Mars
- 2 mars - Nyemession föreslås ge Volvos aktiekapital tillskott av nytt riskkapital.[1]
- 27 mars - Pehr G. Gyllenhammar väljs in som suppleant i SE-bankens styrelse.[1]

### Maj
- 2 maj - ASEA får en order från Brasilien på överföring av högspänd ström värd fyra miljarder SEK, den 1979 största enskilda ordern som gått till ett svenskt företag.[1]
- 9 maj - Bensinen ransoneras i större delen av Kalifornien.[1]
- 15 maj - Kina och Sverige undertecknar ett nytt handelsavtal i Stockholm.[1]
- 30 maj – En OECD-rapport ge Sverige gott betyg.[1]

### Juni
- 21 juni - Tipstjänst får klartecken av Sveriges regering att starta spelsystemet Lotto från hösten 1980.[1]
- 27 juni - SJ sänker biljettpriserna, och därmed blir Sverige ett av Europas billigaste tågländer.[1]
- 28 juni - OPEC beslutar på ett möte i Genève att höja råljepriserna.[1]
- 29 juni - Population Reference Bureau presenterar en översikt om världens sociala förhållanden i Washington Post.[1]

### Juli
- 1 juli
  - Bensinpriset i Danmark höjs till 3:80 DKR per liter.[1]
  - Priserna på flera lyxvaror i Sovjetunionen höjs.[1]
- 6 juli – Sveriges riksbank höjer diskontot från 6.5 till 7 %.[1]
- 17 juli – Åklagaren i Malmö åtalar ett femtontal personer för valutabrott och skattesmitning.[1]

### Augusti
- Augusti – Fem bankrån om dagen genomförs i snitt i New York under månaden. Enbart den 30 rånas 11 affärsbanker på Manhattan.[1]
- 1 augusti – Grönland inför motkort.[1]

### September
- 20 september – Sverige toppar OECD:s skatteliga för 1978 före Norge.[1]
- 23 september – Vid ett EG-möte i Bryssel skrivs den västtyska marken ned med 2 %, och den danska kronan med 3 %.[1]
- 26 september – Sveriges riksbank höjer räntan med en procentenhet, till 8 %.[1]

### Oktober
- 3 oktober – Sovjetunionen höjer pensionen.[1]
- 5 oktober – Marcus Wallenbergs 80-årsdag uppmärksammas. Hans förmögenhet uppgår vid denna tid till 65 miljoner SEK.[1]
- 23 oktober – Lars Wohlin utses till ny chef för Sveriges riksbank efter Carl Henrik Nordlander.[1]

### November
- 22 november – Sveriges riksbank höjer diskontot med en procentenhet, från 8 % till 9 %, och Sverige uppnår därmed sin 1979 högsta räntenivå under 1900-talet.[1]

### December
- December – Ädelmetaller stiger i pris som ett resultat av Gisslankrisen i Iran samt Afghansk-sovjetiska kriget.[1]
- 17 december – OPEC-ministrarna möte i Caracas. Oenighet råder om oljan.[1]
- 19 december – Svenska Volvo och franska Renault undertecknar ett samarbetsavtal i Genève.[1]
- 28 december – Enligt Världsbanken toppas listan över världens rikaste länder av Kuwait före Förenade arabemiraten, Qatar, Schweiz och Sverige i tur och ordning.[1]

## Bildade företag
- Jula AB, svensk detaljhandelskedja.
- Jysk, dansk detaljhandelskedja.
- Media Markt, tysk hemelektronikkedja.
- Rema 1000, norsk matvarukedja.
- Sveriges Television, svenskt medieföretag.

## Uppköp
- 1 november – Östra Bryggeriet köps av Appeltofftska Bryggeri AB.

## Priser och utmärkelser
- Sveriges Riksbanks pris i ekonomisk vetenskap till Alfred Nobels minne delas mellan Theodore Schultz och William Arthur Lewis.

## Födda
- 1 januari – Jawed Karim, en av grundarna av Youtube.

## Avlidna
- 4 januari - Conrad Hilton, 91, amerikansk hotellmagnat.[1]
- 26 januari - Nelson Aldrich Rockefeller, amerikansk affärsman. [1]
- 10 mars - Ragnar Benson, svenskamerikansk byggmästare och miljonär. [1]
- 1 april - Gustaf Söderlund, svensk bankdirektör.[1]
- 11 maj - Barbara Hutton, 66, amerikansk miljonärska.[1]
- 3 augusti - Bertil Ohlin, svensk nationalekonom och politiker.[1]

### Fotnoter
1. 1 2 3 4 5 6 7 8 9 10 11 12 13 14 15 16 17 18 19 20 21 22 23 24 25 26 27 28 29 30 31 32 33 34 35 36   Horisont 1979. Bertmarks